# Розколоте небо (фільм, 1979)
«Розколоте небо» — радянський 3-серійний художній фільм, знятий на Кіностудії ім. О. Довженка у 1979 року за однойменним романом Анатолія Галієва.

## Сюжет
1918 рік. Кілька росіян, які вивчали у Франції льотну справу, повертаються на батьківщину і вступають до загону білогвардійців. Але незабаром двоє з них переходять на бік червоних і воюють за них.

## У ролях
| Актор                | Роль                                                                    |
| -------------------- | ----------------------------------------------------------------------- |
| Юра Тишлер           | Гришка                                                                  |
| Аристарх Ліванов     | Данило Щепкін                                                           |
| Сергій Никоненко     | Леонід Свентицький                                                      |
| Антоніна Лефтій      | Марія                                                                   |
| Ернст Романов        | Віктор Миколайович Черкізов підполковник, командир авіазагону           |
| Юрій Мочалов         | барон Тубеншляк                                                         |
| Дмитро Миргородський | Маріупольський                                                          |
| Алла Сігалова        | Катя                                                                    |
| Вадим Іллєнко        | Васильєв заступник командира авіазагону (озвучив актор Павло Морозенко) |
| Юрій Дубровін        | Туманов командир червоного авіазагону                                   |
| Олександр Денисов    | бандит                                                                  |

## Знімальна група
- Автор сценарію: Євген Митько
- Режисер-постановник: Анатолій Іванов
- Оператор-постановник: Михайло Чорний
- Художники-постановники: Олександр Вдовиченко, Євген Стрілецький
- Композитор: Володимир Бистряков
- Текст пісень Булата Окуджави
- Пісні у виконанні Володимира Удовиченка
- Режисери: В. Комісаренко, Микола Єсипенко
- Оператори: Л. Кравченко, Ю. Тимощук, В. Пономарьов
- Звукооператор: Георгій Салов; асистент — Наталя Домбругова
- Режисер монтажу: Алла Голубенко
- Художники: по костюмах — Н. Коваленко, по гриму — Л. Пілецька
- Комбіновані зйомки: художник — В. Кашин, оператор — Валентин Симоненко
- Редактори: Володимир Сосюра, Анатолій Кашеїда
- Директори картини: Яків Забутий, Зінаїда Миронова